# UNMIK-medaille
UNMIK was een vredesmissie van de Verenigde Naties. De afkorting staat voor "United Nations Interim Administration Mission in Kosovo ", een mandaat in Kosovo.
De VN-vredesmacht is in Kosovo bestond uit militairen en agenten.
Zoals gebruikelijk verleende de secretaris-generaal van de Verenigde Naties een van de Medaille voor Vredesmissies van de Verenigde Naties voor de deelnemers. Deze UNMIK-medaille wordt aan militairen en politieagenten verleend.